# Tim Foster
Tim Foster est un rameur britannique né le 19 janvier 1970 à Bedford.

## Biographie
Il dispute les épreuves d'aviron aux Jeux olympiques d'été de 1996 à Atlanta où il remporte une médaille de bronze en quatre sans barreur puis la médaille d'or lors des Jeux olympiques d'été de 2000 à Sydney.

## Palmarès

### Jeux olympiques
- Jeux olympiques d'été de 1996 à Atlanta
  -  Médaille de bronze en quatre sans barreur
- Jeux olympiques d'été de 2000 à Sydney
  -  Médaille d'or en quatre sans barreur[1]

### Championnats du monde
- Championnats du monde d'aviron 1989 à Bled
  -  Médaille de bronze
- Championnats du monde d'aviron 1991 à Vienne
  -  Médaille de bronze
- Championnats du monde d'aviron 1994 à Indianapolis
  -  Médaille de bronze
- Championnats du monde d'aviron 1995 à Tampere
  -  Médaille d'argent
- Championnats du monde d'aviron 1997 à Aiguebelette
  -  Médaille d'or
- Championnats du monde d'aviron 1998 à Cologne
  -  Médaille d'or
- Championnats du monde d'aviron 1999 à Saint Catharines
  -  Médaille d'argent